# میدان الکتریکی

خطوط میدان الکتریکی یک ذره با بار مثبت (چپ)، یک ذره با بار منفی (وسط) و یک ذره خنثی (راست)

میدان الکتریکی خاصیتی در اطراف بار الکتریکی {\displaystyle q} است که به هر بار الکتریکی دیگر {\displaystyle q^{\prime }}، نیرویی (دافعه یا جاذبه) وارد می‌کند. برای تعریف اندازهٔ (شدت) میدان الکتریکی در یک نقطه (که توصیفی از اندازه نیرو الکتریکی را به دست می‌دهد)، یک بار الکتریکی مثبت به اندازه واحد در آن نقطه قرار داده، سپس مقدار نیروی الکتریکی وارد بر این واحد بار را به عنوان شدت میدان الکتریکی تعریف می‌کنند. بار مثبت را نیز به عنوان بار آزمون تعریف می‌کنند. به بیان دقیق‌تر می‌توان شدت میدان الکتریکی را به صورت حد نسبت نیروی الکتریکی وارد بر یک بار آزمون بر اندازه بار آزمون، زمانی که مقدار بار آزمون به سمت صفر میل می‌کند، تعریف کرد.

## پیش‌گفتار

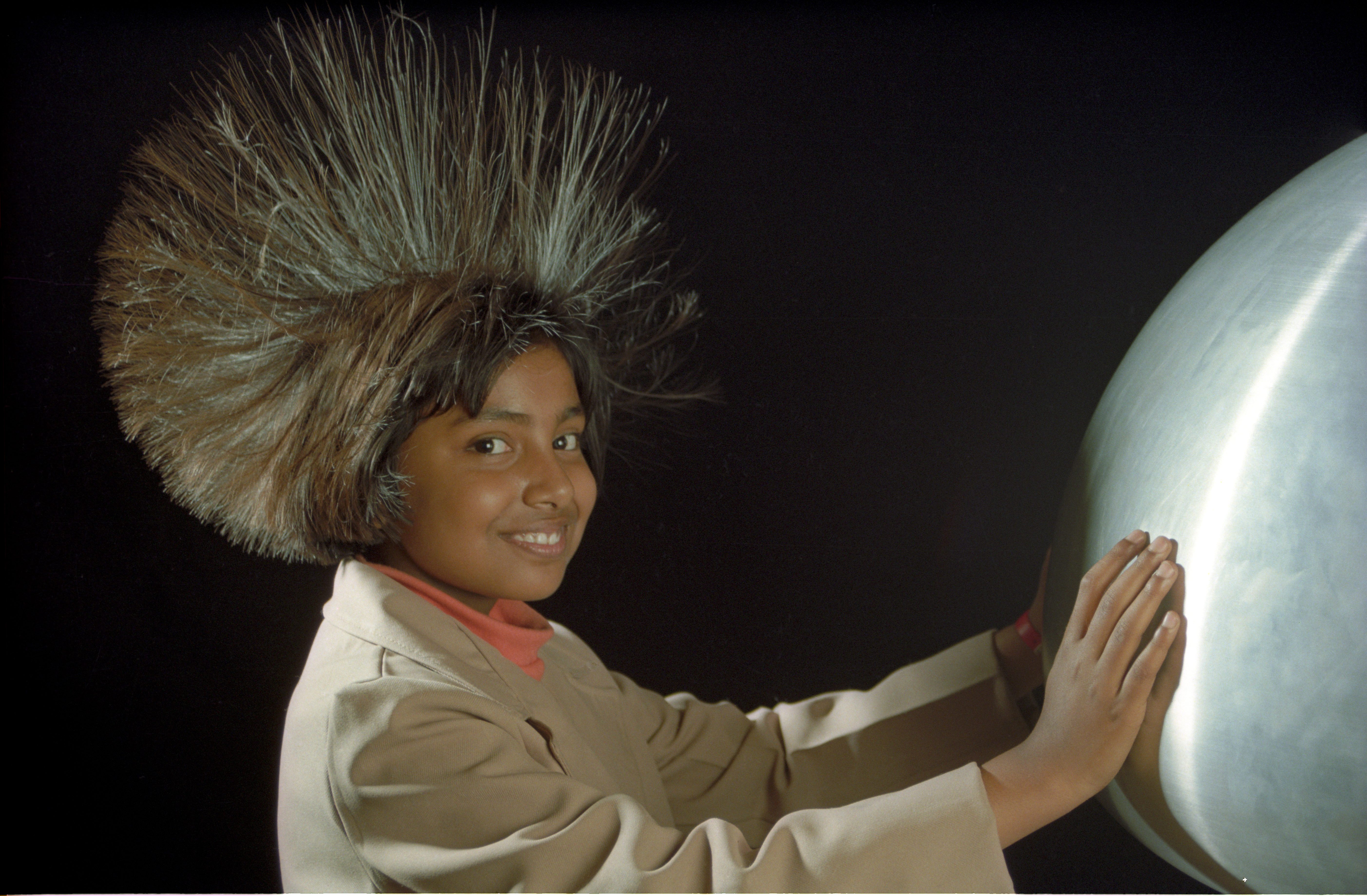
شهر علمی آینده در زمین زباله داپا در کلکته، که توسط شورای ملی موزه‌های علوم (NCSM) ساخته شده است.

از قانون کولن می‌دانیم که دو بار الکتریکی بر یکدیگر نیرو وارد می‌کنند. این نیرو را می‌توان با استفاده از مفهوم جدیدی به نام میدان الکتریکی توضیح داد، یعنی واسطه‌ای که بارهای الکتریکی، با آن بر یکدیگر نیرو وارد می‌کنند. به بیان دیگر هر بار الکتریکی در فضای اطراف خود یک میدان الکتریکی ایجاد می‌کند که هرگاه بار الکتریکی دیگری در محدوده این میدان قرار گیرد، بر آن نیروی وارد می‌شود.
معمولاً خطوط میدان الکتریکی در اطراف هر بار الکتریکی با استفاده از مفهوم خطوط نیرو نشان داده می‌شود. به عنوان مثال اگر یک بار الکتریکی نقطه‌ای مثبت را در نقطه‌ای از فضا در نظر بگیریم، در این صورت خطوطی از این نقطه به طرف خارج رسم می‌شوند. این خطوط بیانگر جهت میدان الکتریکی هستند. همچنین با استفاده از چگالی خطوط میدان الکتریکی می‌توان به شدت میدان الکتریکی نیز پی برد.
برای دانستن علت بسیار کوچک بودن بار آزمون، فرض کنید یک توزیع بار با چگالی حجمی یا سطحی معین در جایی قرار دارد و می‌خواهیم میدان الکتریکی حاصل از این توزیع بار را در یک نقطه معین پیدا کنیم. اگر مقدار بار آزمون خیلی کوچک نباشد، به محض قرار دادن بار آزمون در نزدیکی توزیع بار، توزیع بار، حالت اولیه خود را از دست داده و تحت تأثیر بار مثبت آزمون قرار می‌گیرد؛ بنابراین با فرض بسیار کوچک بودن بار آزمون، می‌توانیم از اثر بار آزمون بر توزیع بار صرفنظر کنیم. البته با تعریف میدان به صورت حد نیرو بر بار زمانی که بار به صفر میل می‌کند، این اشکال رفع می‌شود.

## مشخصات میدان الکتریکی
میدان الکتریکی کمیتی برداری است، یعنی علاوه بر مقدار، جهت نیز دارد؛ زیرا میدان الکتریکی به صورت نسبت نیرو بر بار تعریف شده و چون نیرو برداری است، میدان الکتریکی نیز برداری خواهد بود.
میدان الکتریکی داخل یک رسانا همواره برابر صفر است.
وقتی یک رسانا در میدان الکتریکی خارجی قرار گیرد، بر بارهای آزاد آن نیرو وارد می‌شود. این نیرو باعث به حرکت درآمدن موقت بارها می‌شود؛ به‌طوری‌که بارهای منفی (الکترون‌های آزاد) در خلاف جهت میدان و بارهای مثبت در جهت میدان حرکت کرده، به سطح رسانا می‌رسند. در حالت تعادل، تراکم بارهای منفی و مثبت در دو سمت مخالف در رسانا باعث ایجاد یک میدان الکتریکی داخل رسانا می‌شود که جهتش، عکس میدان الکتریکی خارجی است؛ بنابراین، برآیند این دو میدان در داخل رسانا، صفر می‌شود.
در بیشتر موارد میدان الکتریکی از نظر اندازه و جهت از یک نقطه به نقطه دیگر تغییر می‌کند. اگر اندازه و جهت میدان در منطقه‌ای ثابت باشد، در این صورت میدان الکتریکی را یکنواخت یا ثابت می‌گویند.

## میدان الکتریکی حاصل از یک بار نقطه‌ای
اگر بار الکتریکی q در نقطه‌ای از فضا با بردار مکان r، قرار داشته باشد، میدان الکتریکی حاصل از این بار در نقطه دیگری با بردار مکان 'r به صورت زیر محاسبه می‌شود. با قرار دادن بار مثبت آزمون 'q در این نقطه، از طرف بار q بر بار آزمون نیرویی وارد می‌شود که مقدارش از قانون کولن محاسبه می‌شود:
نیروی F یک کمیت برداری است، بنابراین علاوه بر مقدار، جهت نیز دارد که با {\displaystyle {\hat {a}}=({\vec {r'}}-{\vec {r}})/|{\vec {r'}}-{\vec {r}}|} نشان داده‌می‌شود و یک بردار یکه است. از آنجا که {\displaystyle R=|{\vec {r'}}-{\vec {r}}|} بیانگر فاصلهٔ دو بار است، نیروی وارد بر بار بدین صورت است:
با تقسیم نیروی {\displaystyle {\vec {F}}}بر مقدار بار 'q، شدت میدان الکتریکی به‌دست می‌آید. میدان الکتریکی {\displaystyle {\vec {E}}} حاصل از بار نقطه‌ای به فاصله r از مبدأ از رابطه زیر محاسبه می‌شود.

## میدان الکتریکی حاصل از توزیع‌های مختلف بار
شدت میدان الکتریکی چندین بار نقطه‌ای، برآیند (مجموع برداری) میدان‌های بارها است.
در توزیع بارها از یک رابطه انتگرالی استفاده می‌شود. در توزیع حجمی بار، انتگرال حجمی، و در توزیع سطحی بار، انتگرال سطحی خواهد بود.
در این حالت، به جای بار آزمون، با چگالی بار سروکار داریم. معمولاً چگالی بار خطی، سطحی و حجمی را به ترتیب با {\displaystyle \rho _{L}} (برحسب {\displaystyle {\frac {c}{m}}})، {\displaystyle \rho _{S}} (برحسب {\displaystyle {\frac {c}{m^{2}}}}) و {\displaystyle \rho _{V}} (برحسب {\displaystyle {\frac {c}{m^{3}}}}) نشان می‌دهند.

عنصر بار و بار کل ناشی از این توزیعات این‌گونه به دست می‌آیند:
{\displaystyle dQ=\rho _{L}.dL\longrightarrow Q=\int _{L}\rho _{L}.dl}
و به همین ترتیب برای توزیع بارهای سطحی و حجمی نیز به دست می‌آید؛ بنابراین، با جایگزینی Q در معادلات و انتگرال‌گیری برای میدان الکتریکی خواهیم داشت:
(بار خطی): {\displaystyle {\vec {E}}=\int {\frac {\rho _{L}.dl}{4\pi \varepsilon _{0}R^{2}}}{\hat {a}}_{R}}
(بار سطحی): {\displaystyle {\vec {E}}=\int {\frac {\rho _{S}.ds}{4\pi \varepsilon _{0}R^{2}}}{\hat {a}}_{R}}
(بار حجمی): {\displaystyle {\vec {E}}=\int {\frac {\rho _{V}.dv}{4\pi \varepsilon _{0}R^{2}}}{\hat {a}}_{R}}

## محاسبه نیروی الکتریکی با استفاده از میدان الکتریکی
نیروی الکتریکی که از طرف یک توزیع بار بر بار دیگری در یک نقطه معین، حاصل‌ضرب میدان الکتریکی حاصل از توزیع بار در آن نقطه و اندازه بار است.

## میدان الکتریکی پالسی و کاربردهای آن
میدان الکتریکی پالسی (PEF) شکلی از میدن الکتریکی است که با بکارگیری پالسهای با ولتاژ بالا در دامنه ۲۰ تا ۸۰ کیلو وات بر سانتی متر ایجاد می شود. اعمال این نوع از میدان الکتریکی در صنایع پزشکی، کشاورزی و صنایع غذایی کاربرد دارد. فرایند میتواند میزان میکروارگانیسم هایی که باعث تغییرات نامطلوب در خصوصیات حسی ماده غذایی میگردد را کاهش دهد. میدان الکتریکی پالسی در حرارت معمولی و در مدت زمان میکرو ثانیه تا میلی ثانیه اعمال میشود.در صنایع غذایی و کشاورزی، میدان الکتریکی پالسی و نقش آن در از بین بردن میکروبها و آنزیمهای غذایی به عنوان یک فرایند غیر حرارتی پرداخته میشود.